# Henri Ramirez
Henri Ramirez és un lingüista nascut a l'Algèria francesa i nacionalitzat brasiler, considerat un dels més reconeguts investigadors de les llengües indígenes sud-americanes.
Ramirez es va graduar en enginyeria a l'École Centrale des Arts et Manufactures el 1977. Posteriorment es va llicenciar i doctorar a la Universitat de Provença amb la tesi Le Parler Yanomamɨ des Xamatauteri. És professor de la Universitat Federal de Rondônia - Campus de Guajará-Mirim.

## Publicacions
Publicacions seleccionades de Henri Ramirez:

### Llibres
- Enciclopédia das línguas Arawak: acrescida de seis novas línguas e dois bancos de dados (2020)
- A Língua dos Hupd'äh do Alto Rio Negro: dicionário e guia de conversação (2006)
- As línguas indígenas do Alto Madeira: estatuto atual e bibliografia básica (2006)
- Dicionário da Língua Baniwa (2001)
- Línguas Arawak da Amazônia Setentrional: Comparação e Descrição (2001)
- A Fala Tukano dos Ye'pâ-Masa (1997)
- Le Bahuana: une nouvelle langue de la famille arawak (1992)

### Articles
- Koropó, puri, kamakã e outras línguas do Leste Brasileiro (Ramirez, Vegini & França 2015)
- O lwarázu do Guaporé (tupi-guarani): primeira descrição lingüística (Ramirez, Vegini & França 2017)

### Dissertacions
- Le Parler Yanomamɨ des Xamatauteri (1994)
- Une nouvelle langue de la famille Arawak (1992)
- Aspects de la morpho-syntaxe du Yanomamɨ (1991)

## Vegeut ambé
- Aryon Rodrigues
- Lucy Seki
- Geraldo Lapenda
- Llengües arawak
- Enciclopédia das línguas Arawak